# Michael Brooks
Michael Edward Brooks (n. 7 mai 1970) este un scriitor științific⁠(d) englez, remarcat pentru explicarea cercetărilor și descoperirilor științifice complexe pentru populația generală.

## Carieră
Brooks deține un doctorat în fizică cuantică de la Universitatea din Sussex. Anterior a fost redactor al revistei New Scientist și în prezent este consultant al revistei. A publicat articole științifice în The Guardian, The Independent, The Observer, The Times Higher Education Supplement⁠(d) și Playboy.
Primul său roman, Entanglement, a fost publicat în 2007. Prima sa carte de non-ficțiune, o explorare a anomaliilor științifice, intitulată 13 lucruri care nu au sens, a fost publicată în 2009. Cartea 13 Things... extinde un articol pe care l-a scris pentru New Scientist. 
Următoarea carte a sa, The Big Questions: Physics (Marile întrebări: Fizica), a fost publicată  în februarie 2010. Conține douăzeci de eseuri de 3.000 de cuvinte care abordează cele mai fundamentale și cele mai frecvente întrebări despre știință.
Brooks a apărut adesea ca oaspete al emisiunii BBC Radio 6 Music⁠(d) a lui George Lamb⁠(d). Partea sa din emisiune, intitulată Weird Science (Știință ciudată), prezintă povestiri ciudate și minunate din lumea științei.
Brooks prezintă podcastul Science(ish) împreună cu prezentatorul britanic Rick Edwards,⁠(d) care explorează știința din spatele filmelor.

## Science Party
Science Party (Partidul Științei) este un partid politic din Regatul Unit care a fost lansat la 20 aprilie 2010 de Brooks și Sumit Paul-Choudhury, un editor de la New Scientist.
Un obiectiv cheie al manifestului partidului este asigurarea „că știința, matematica și ingineria au suficiente finanțare, competențe și prioritate politică”.
Partidul Științei l-a provocat pe deputatul David Tredinnick⁠(d) în circumscripția sa din Bosworth din East Midlands, la alegerile generale din 2010 cu un manifest pro-științific. Tredinnick este un susținător al medicinei alternative și critic al științei.
Brooks îl descrie pe Tredinnick ca „un campion al pseudoștiinței și o piedică în calea guvernării raționale”.
Brooks a primit 197 de voturi la alegeri, un total de 0,4% din voturile exprimate.

### Cărți
- Quantum Computing and Communications, edited by Brooks (Springer Verlag, 1999)
- Entanglement (2007)
- 13 Things That Don't Make Sense: The most baffling scientific mysteries of our time (Profile Books, 2008); US, Doubleday, 2008
- Physics (Quercus Books, The Big Questions, 2010)
- Free Radicals: The Secret Anarchy of Science (Profile, 2011, ISBN: 978-1-84668-405-0)[14]
- Can We Travel Through Time?: The 20 big questions of physics (Quercus, 2012)
- The Quantum Astrologer's Handbook (Scribe Books, 2017)
- The Art of More: how mathematics created civilisation (Scribe UK , 9 Sept. 2021, ISBN: 1912854953)